# Mesimvría-Zóni
Mesimvría-Zóni, en grec moderne : Μεσημβρία-Ζώνη, est un site archéologique situé à 20 kilomètres à l'ouest d’Alexandroúpoli. De nombreuses pièces de monnaie de la zone ont été découvertes dans la région et il semble que la région de Mesimvria soit identifiée avec l'ancienne Zone (en) (Ζώνη).
Les ruines d'une ancienne ville thrace sur la côte de la mer de Thrace se trouvent sur le site. Hérodote a utilisé l'expression Bastions de Samothrace pour désigner les forteresses situées entre le mont Ísmaros et le fleuve Évros, qui ont été érigées par les colons grecs de Samothrace à la fin du VIe siècle av. J.-C.
Les villes qui se sont développées, sur le territoire que couvre ce complexe archéologique, pendant l'antiquité étaient Mesembria (en), Drys (en), Zone et Sale (en). Pendant la période romaine, les villes de Tempira et Caracoma ont été construites. Ces villes avaient pour fonction de contrôler les voyageurs dans la région et aussi d'accéder et d'échanger des marchandises entre la côte et l'intérieur thrace.